# 单核因子
单核因子（英語：monokine）是指一大类主要由单核细胞和巨噬细胞产生的细胞因子。  
常见的单核因子有：
- 白细胞介素1族[來源請求]
- 肿瘤坏死因子-α[來源請求]
- α与β干扰素 [2]
- 集落刺激因子[2]

## 功能
从巨噬细胞释放的单核因子可以通过趋化作用募集中性粒细胞。